# Ссорин-Чайков, Николай Владимирович

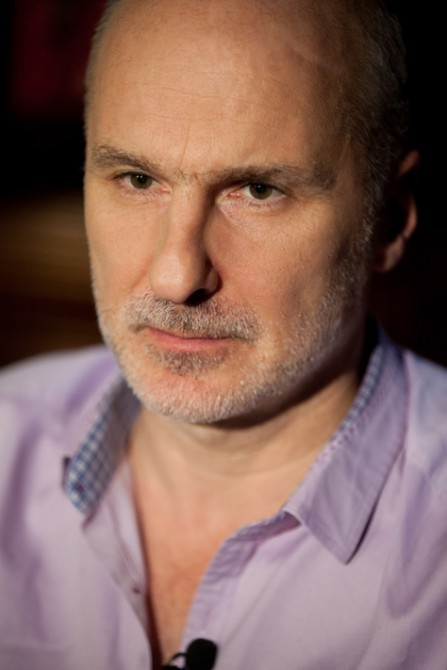
Антрополог Н. В. Ссорин-Чайков

Николай Владимирович Ссорин-Чайков — российский историк и антрополог, специализирующийся на проблемах дарообмена, антропологии позднего социализма, антропологии темпоральности. PhD, главный редактор журнала «Социальная антропология» (Social Anthropology).

## Биография
Родился в Москве. В 1987 году закончил исторический факультет МГУ, где защитил дипломную работу, посвященную древнеирландскому эпосу. Научный руководитель в МГУ — Алексей Алексеевич Никишенков. Затем поступил в аспирантуру Института этнографии Академии наук (сектор Сибири), где стал заниматься изучением советских колхозов. В 1990 году поступил в аспирантуру Стэнфордского университета, на программу «Антропология». Диссертация ученого была посвящена эвенкам, а именно — этнографии государства через наблюдение эвенкийского совхоза как некоего микрокосма государственного устройства жизни в России. Учил эвенкийский язык, во время сбора данных «в поле» получил прозвище «Лось».
После защиты диссертации работал в Кембриджском университете. С 2015 года работает в Высшей Школе Экономики (филиал в Санкт-Петербурге).
В 2006 году был со-организатором выставки «Дары вождям», которую затем исследовал с антропологической точки зрения.
Выступает как популяризатор антропологии, является членом редколлегий журналов «Cultural Anthropology», «Этнографическое обозрение».

## Основные работы
Ссорин-Чайков Н. В. The Social Life of the State in Subarctic Siberia. Stanford: Stanford University Press, 2003. 272 с.
Ссорин-Чайков Н. В. Two Lenins: A Brief Anthropology of Time. Chicago: HAU Books, 2017. 160 с.
Ссорин-Чайков Н. В. Этнографический концептуализм: введение // Лабораториум. Журнал социальных исследований. 2013. № 2. С. 50-70.
Ссорин-Чайков Н. В. Канон и импровизация в политической эстетике советского общества: дары вождям // Новое литературное обозрение. 2010. № 1 (101). С. 125—147.
Ссорин-Чайков Н. В. Постсоциализм как хронотоп: постсоветская публика на выставке «Дары вождям» // Неприкосновенный запас. 2009. № 2 (64). С. 44-57.
Ссорин-Чайков Н. В., Кононенко Р. В., Золотухина М. В. и др. Топография счастья: этнографические карты модерна. М.: Новое литературное обозрение, 2013. 384 с.